# Pădurea Silea
Pădurea Silea este o arie naturală protejată care corespunde categoriei a IV-a IUCN (rezervație naturală de tip mixt), situată în județul Vâlcea, pe teritoriul administrativ al comunei Lungești.

## Descriere
Rezervația naturală declarată arie protejată prin Legea Nr.5 din 6 martie 2000, se află în Podișul Getic, în partea sud-estică a satului Fumureni, în bazinul hidrografic al văii Silea și se întinde pe o suprafață de 25 hectare.
Aria naturală reprezintă zona împădurită de pe cele două maluri ale părâului Silea ce conservă habitate naturale cu specii arboricole de gorun (Quercus petraea) și carpen (Carpinus betulus), precum și o specie rară de arbust, cunoscut sub denumirea de ghimpe (Ruscus aculeatus). Fauna este reprezentată de mai multe specii de păsări, mamifere și reptile. 